# Камерний оркестр
Камерний оркестр — невеликий колектив (зазвичай, 4–14 осіб), що виконує камерну музику.
До появи симфонічних оркестрів (в XIX столітті) були фактично єдиним типом оркестрового колективу (виняток тут становлять деякі оперні та ораторіальні партитури XVII — XVIII століть, що включають орган або розширений склад духових та ударних інструментів, в тому числі опери Клаудіо Монтеверді, ораторії Георга Фрідріха Генделя та ін.). Починаючи з XVII століття камерні оркестри часто були на дворах герцогів і інших дворян, які могли дозволити собі утримувати маленький оркестр. Так, наприклад, Йоганн Себастьян Бах з 1703 року був скрипалем в камерному оркестрі герцога Йоганна Ернста III.
В XIX столітті камерні оркестри поступово витісняються симфонічними.
В XX столітті камерні оркестри знову набувають поширення — не в останню чергу як реакція на величезні склади пізньоромантичних оркестрів (наприклад, збільшені оркестрові склади в партитурах Ріхарда Вагнера, Антона Брукнера, Густава Малера, Ріхарда Штрауса, Олександра Скрябіна).
Твори для камерного оркестру в XX століття писали Арнольд Шенберг (Камерна симфонія № 1), Алан Хованесс («Анахід», фантазія для камерного оркестру, Симфонія № 6 для камерного оркестру), Альфред Шнітке (Концерт № 3 для скрипки з оркестром) та ін.
Серед відомих камерних оркестрів XX століття — Академія Святого Мартіна в полях (з керівників найбільш відомий Невілл Маррінер), Литовський камерний оркестр (серед керівників — Саулюс Сондецкіс), Віртуози Москви (під управлінням Володимира Співакова), Казанський державний камерний оркестр La Primavera (під управлінням Рустама Абязова)